# Rose-Marie de Habsbourg-Toscane
Titre
Épouse du prétendant au trône de Wurtemberg
29 octobre 1939 – 15 avril 1975
(35 ans, 5 mois et 17 jours)
Rose-Marie de Habsbourg-Toscane, née le 22 septembre 1906, à Salzbourg en Autriche-Hongrie et morte le 17 septembre 1983 à Friedrichshafen (Bade-Wurtemberg, Allemagne de l’Ouest) est un membre de la branche toscane de la maison de Habsbourg-Lorraine et une archiduchesse d'Autriche, princesse de Bohême, de Hongrie et de Toscane. Par son mariage, en 1928, avec Philippe Albert de Wurtemberg, l'archiduchesse Rose est devenue duchesse de Wurtemberg.

## Biographie

### Origines familiales

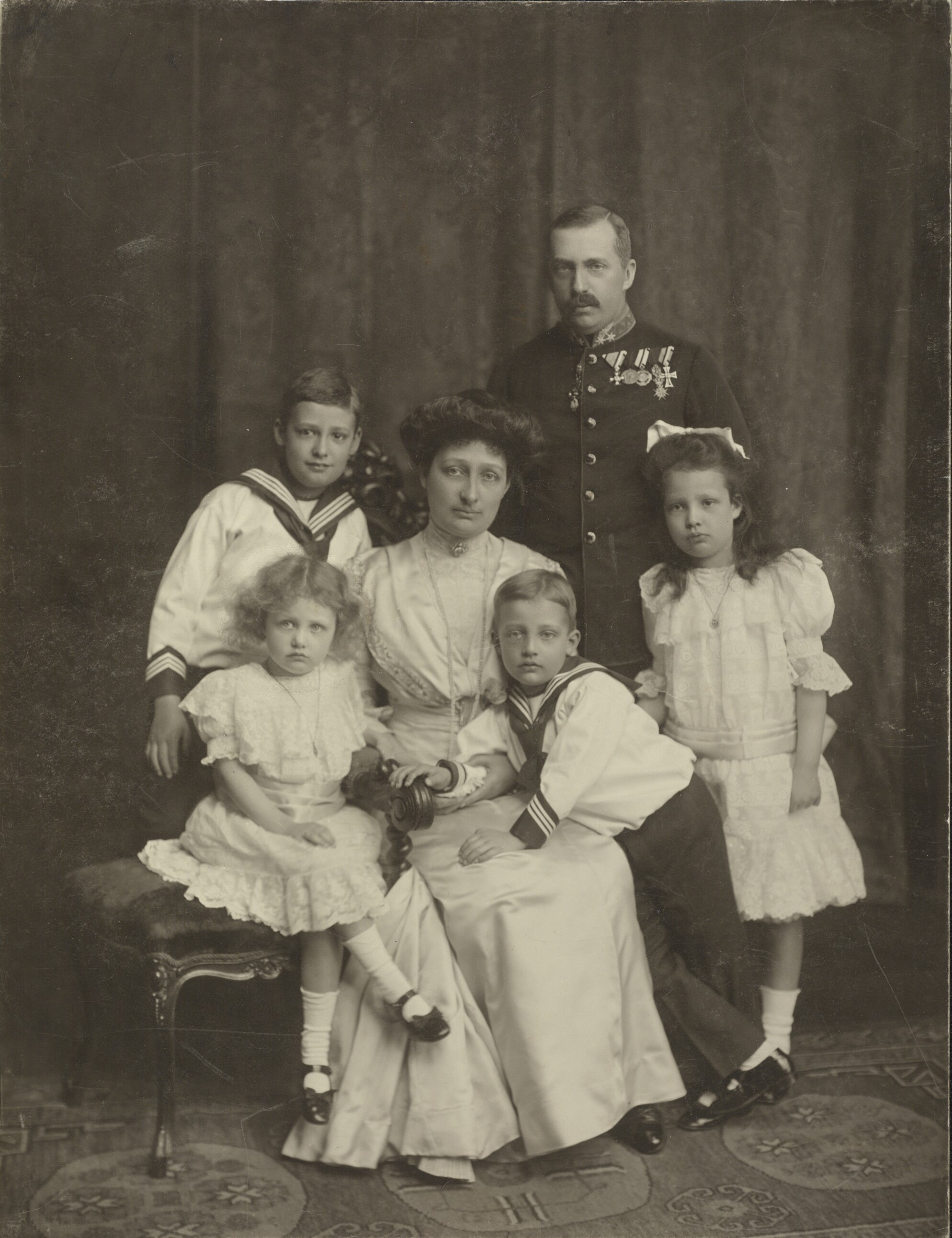
Ses père et mère et leurs quatre enfants (vers 1909). Cliché de Carl Pietzner.

Rose-Marie de Habsbourg-Toscane est le dernier des quatre enfants de Pierre-Ferdinand de Habsbourg-Toscane (1874-1948) et de son épouse Marie-Christine de Bourbon-Siciles (1877-1947). Maria-Rosa Roberta Antonie Josepha Anna Walburga Carmela Ignazia Rita de Cascia naît à Salzbourg le 22 septembre 1906. Elle a deux frères et une sœur : Gottfried (1902-1984), Georg (1905-1952) et Hélène (1903-1924).

### Mariage
Rose-Marie de Habsbourg-Toscane épouse Philippe Albert de Wurtemberg, duc de Wurtemberg, fils aîné d'Albrecht, duc de Wurtemberg et de son épouse la princesse impériale et archiduchesse Marguerite de Habsbourg-Lorraine, le 1er août 1928 à Friedrichshafen (État libre populaire de Wurtemberg —  qui a succédé au royaume de Wurtemberg —, Allemagne). 
Philippe Albert de Wurtemberg est veuf depuis 1924 d'Hélène de Habsbourg-Toscane, la sœur aînée de Rose-Marie, morte des suites de ses couches en 1924, lorsqu'elle met au monde Marie Christine de Wurtemberg.

### Descendance
Rose-Marie et Philippe Albert de Wurtemberg ont six enfants, deux fils et quatre filles, qui reçoivent le titre de courtoisie de « duc » ou « duchesse de Wurtemberg »  :
- Helene de Wurtemberg (née à Stuttgart le 29 juin 1929 et morte à Altshausen le 22 avril 2021), mariée en 1961 avec le marquis Federico Pallavicini (né en 1924), dont quatre enfants ;
- Louis de Wurtemberg (né à Stuttgart le 23 octobre 1930 et mort à Weingarten le 6 octobre 2019), renonce à ses droits de succession pour lui et sa descendance. Il s'est marié deux fois morganatiquement : en premières noces, en 1960, avec la baronne Adelheid von Bodman (née en 1938), divorcés en 1970, dont trois enfants, et, en secondes noces, en 1972 avec Angelika Kiessig (née en 1942), divorcés en 1988, dont une fille  ;
- Élisabeth de Wurtemberg (née à Stuttgart le 2 février 1933 et morte à Bristol en Grande-Bretagne, le 22 janvier 2022[4]), mariée en 1958 avec le prince Antoine de Bourbon-Siciles (1929-2019), dont quatre enfants ;
- Marie-Thérèse de Wurtemberg (née au château d'Altshausen le 12 novembre 1934), mariée en 1957 avec le prince Henri d'Orléans (1933-2019), prétendant au trône de France (divorcés en 1984 et mariage annulé en 2008), dont cinq enfants ;
- Charles de Wurtemberg (né à Friedrichshafen le 1er août 1936 et mort à Ravensbourg le 7 juin 2022[5]), chef de 1975 à sa mort, de la maison de Wurtemberg, marié en 1960 avec la princesse Diane d'Orléans (1940), dont six enfants ;
- Maria Antonia de Wurtemberg (née au château d'Altshausen le 31 août 1937 et morte à Friedrichshafen le 12 novembre 2004), célibataire.

### Mort et funérailles
Veuve depuis 1975, la duchesse Rose-Marie de Wurtemberg meurt au château de Friedrichshafen le 17 septembre 1983, à l'âge de 76 ans. Ses six enfants lui survivent, de même que ses 23 petits-enfants. Elle est inhumée en la chapelle du château d'Altshausen.

## Distinctions
Rose-Marie de Habsbourg-Toscane est :
- Dame noble de l'ordre de la Croix étoilée, Autriche-Hongrie ;
- Dame de l'ordre de Sainte-Élisabeth (Royaume de Bavière) ;
- Dame d'honneur de l'ordre de Thérèse (Royaume de Bavière).